# Дашо
Дашо (дзонг-кэ དྲག་ཤོས, вайли drag-shos, лат. Daszo) — бутанский титул, буквально означающий «лорд». Является приставкой к имени мужчин, принадлежащих к бутанской знати, высшим должностным чиновникам, а также мужчин — членов королевской семьи. Соответствует женскому титулу Аши (дзонг-кэ ཨ་ཞ་, вайли A-zhe, лат. Ashi), означающему «леди».
Обладатели титула Дашо имеют право носить традиционный бутанский шарф кабни красного цвета.